# Crematogaster walshi
Crematogaster walshi is een mierensoort uit de onderfamilie van de Myrmicinae. De wetenschappelijke naam van de soort is voor het eerst geldig gepubliceerd in 1902 door Forel.